# Liste der Baudenkmäler in Oy-Mittelberg

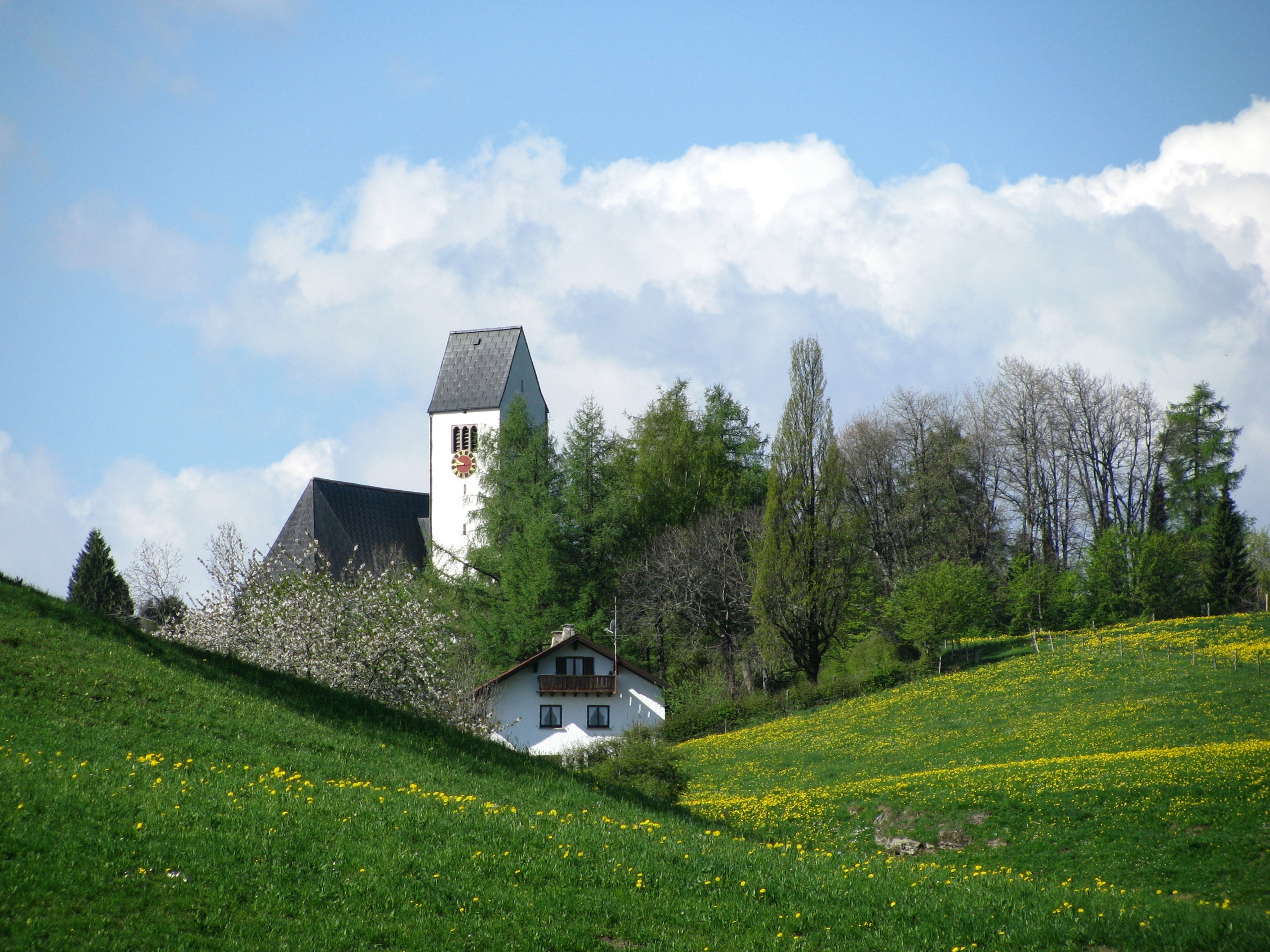
Pfarrkirche St. Michael in Mittelberg

Auf dieser Seite sind die Baudenkmäler in der schwäbischen Gemeinde Oy-Mittelberg zusammengestellt. Diese Tabelle ist eine Teilliste der Liste der Baudenkmäler in Bayern. Grundlage ist die Bayerische Denkmalliste, die auf Basis des Bayerischen Denkmalschutzgesetzes vom 1. Oktober 1973 erstmals erstellt wurde und seither durch das Bayerische Landesamt für Denkmalpflege geführt wird. Die folgenden Angaben ersetzen nicht die rechtsverbindliche Auskunft der Denkmalschutzbehörde.

## Ensembles

### Ensemble Ortskern Mittelberg

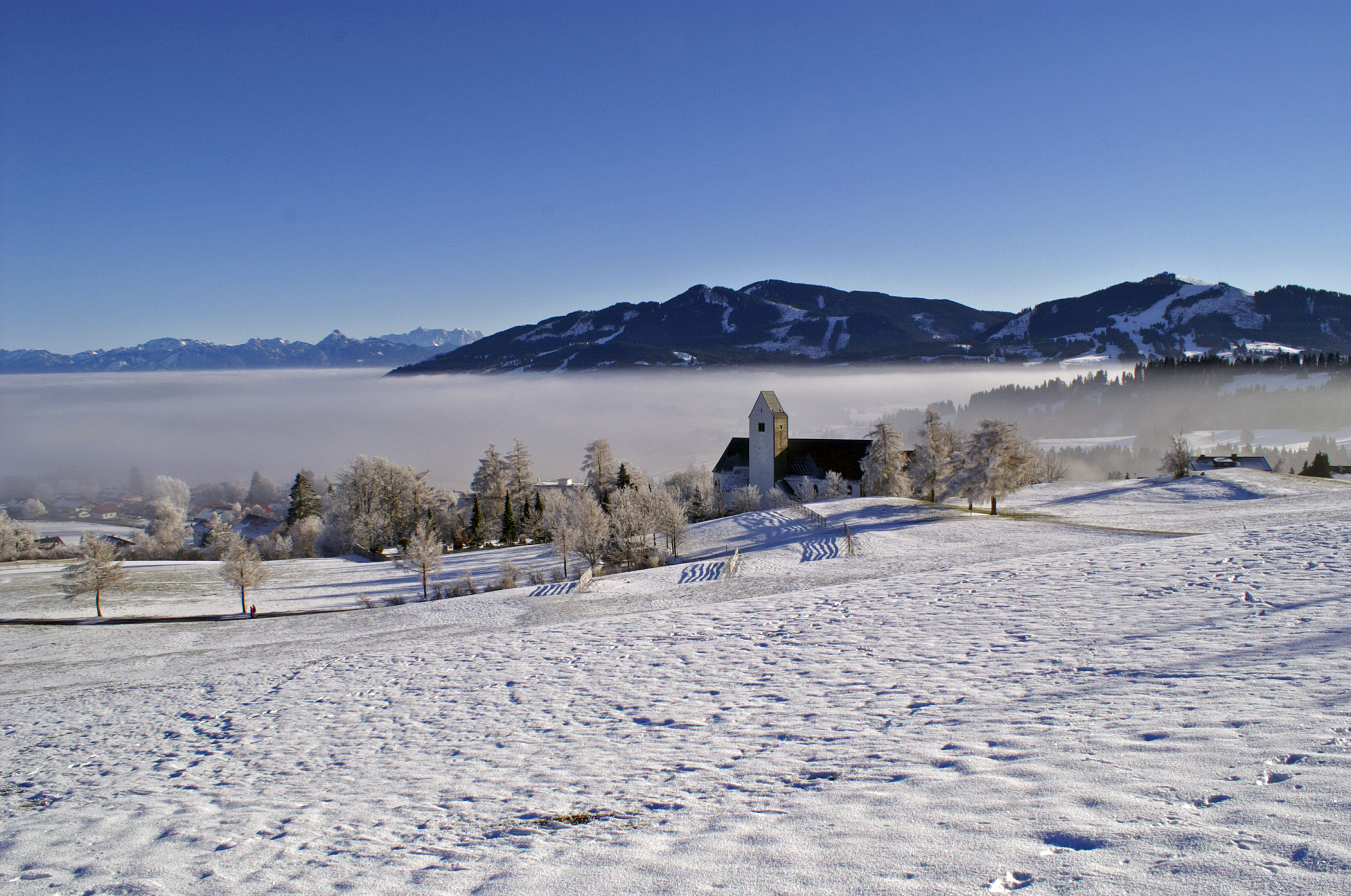

Das Ensemble umfasst den Ort Mittelberg im Wesentlichen in den Grenzen der Uraufnahme zum Kataster von 1824. Ausgenommen sind die ehemaligen Weidegrundstücke von Alois-Wagner-Straße 33 und 23 sowie das zum abgegangenen Bauernhaus Nr. 4 (alte Nummer) gehörige Grundstück im Osten. Der Ort liegt an einem Berghang in etwa 1000 bis 1100 m Höhe, an der sogenannten Gerhalde. Historisch liegen der Entstehung des Dorfes die Anlage eines Burgstalls und die Gründung einer Eigenkirche der Herren von Mittelberg (12.–14. Jahrhundert) voraus. Ab 1335 war die Pfarrei im Besitz des Bischofs von Augsburg, 1453 erhielten Kirche und Pfarrhof ihre im Kern noch erhaltene Gestalt, die gemeinsam mit dem Kaplanhaus über dem Dorf eine beherrschende Baugruppe bilden. Die Regelmäßigkeit der Ortsanlage – fast alle Bauernhäuser sind nach NO gerichtet und besetzen terrassenartig in Reihen den Hang – lässt auf eine planmäßige Bebauung schon in spätmittelalterlicher Zeit schließen. 1525 sind für die Pfarrei 100 Hofstätten, 1621 für den Ort 49 Herdstätten bezeugt – eine Zahl, die bis zum Beginn des 19. Jahrhunderts weitgehend konstant blieb (vgl. Uraufnahme für den Kataster 1818). Durch einen Ortsbrand 1822, dem bis auf einige Bauernhäuser fast alle Gebäude zum Opfer fielen, wurde der Anstoß zu einer Vereinödung gegeben. Sie ist durch eine erneute Vermessung des Katasteramtes 1824 in ihrer ursprünglichen Form dokumentiert und im Bestand im Wesentlichen bis heute erhalten. Während die Orientierung der Anwesen nach NO beibehalten wurde, erfuhr die Grundrißgestalt eine Begradigung. Die Gebäude wurden zum Brandschutz auf Abstand und in die Mitte der Grundstücke gesetzt. Zahlreiche Bauernhäuser dieser Zeit sind erhalten; es sind meist offene Blockbauten mit Flachdächern. Gemeinsam mit einigen Blockbauten des 17. und 18. Jahrhunderts geben sie Zeugnis von der historischen Entwicklung des Ortes. Aktennummer: E-7-80-128-1.

## Baudenkmäler nach Ortsteilen

### Bachtel
| Lage                  | Objekt                                            | Beschreibung                                                                                   | Akten-Nr.    | Bild           |
| --------------------- | ------------------------------------------------- | ---------------------------------------------------------------------------------------------- | ------------ | -------------- |
| In Bachtel (Standort) | Katholische Filialkirche zu den Hll. Drei Königen | Saalbau mit leicht eingezogenem Chor und nördlichem Turm mit Spitzhelm, 1664; mit Ausstattung. | D-7-80-128-8 | weitere Bilder |

### Burgkranzegg
| Lage                                        | Objekt                | Beschreibung | Akten-Nr.     | Bild                  |
| ------------------------------------------- | --------------------- | --- | ------------- | --------------------- |
| Burgerbachtel, westlich vom Ort. (Standort) | Burgruine Kranzegg    | Burgruine Kranzegg, aufgehendes Mauerwerk aus Roll- und Bruchsteinen, 13. Jahrhundert; | D-7-80-128-9  | weitere Bilder        |
| Burgkranzegg 2 (Standort)                   | Ehemaliges Bauernhaus | Ehemaliges Bauernhaus, zweigeschossiger Mitterstallbau mit Flachsatteldach, Wiederkehr und Hochtenne, Wohnteil Blockbau verschindelt, Wirtschaftsteil verändert, im Kern spätes 18. Jahrhundert | D-7-80-128-49 | Ehemaliges Bauernhaus |

### Faistenoy
| Lage                                                            | Objekt                                                       | Beschreibung | Akten-Nr.     | Bild                  |
| --------------------------------------------------------------- | ------------------------------------------------------------ | --- | ------------- | --------------------- |
| Am Wiesenrain 3 (Standort)                                      | Katholische Filialkirche St. Antonius von Padua und Wendelin | Katholische Filialkirche St. Antonius von Padua und Wendelin, Saalbau mit eingezogenem Chor und Dachreiter mit Spitzhelm, 1754, Dachreiter 1858; mit Ausstattung. | D-7-80-128-10 | weitere Bilder        |
| Brunnenstraße 18 (Standort)                                     | Ehemaliges Bauernhaus                                        | Ehemaliges Bauernhaus, langgestreckter zweigeschossiger Mitterstallbau mit Schleppdach, verschindelter Blockbau, 1. Drittel 19. Jahrhundert                       | D-7-80-128-11 | Ehemaliges Bauernhaus |
| Rothhaldelwiesen, an der Abzweigung zur Hauptstraße. (Standort) | Sühnekreuz                                                   | Sühnekreuz, Kalkstein, Mitte 16. Jahrhundert; | D-7-80-128-12 | Sühnekreuz            |

### Feld
| Lage              | Objekt                | Beschreibung | Akten-Nr.     | Bild                  |
| ----------------- | --------------------- | --- | ------------- | --------------------- |
| Feld 4 (Standort) | Ehemaliges Bauernhaus | Ehemaliges Bauernhaus, zweigeschossiger Mitterstallbau mit Flachsatteldach, Wohnteil verschindelt, Wirtschaftsteil verändert, 1. Hälfte 19. Jahrhundert | D-7-80-128-50 | Ehemaliges Bauernhaus |

### Guggemoos
| Lage                    | Objekt                         | Beschreibung                                                                                                | Akten-Nr.     | Bild                           |
| ----------------------- | ------------------------------ | --- | ------------- | ------------------------------ |
| In Guggemoos (Standort) | Katholische Kapelle St. Martin | Katholische Kapelle St. Martin, Rechteckbau mit dreiseitigem Schluss und Dachreiter, 1858; mit Ausstattung. | D-7-80-128-13 | Katholische Kapelle St. Martin |

### Haag
| Lage               | Objekt                         | Beschreibung | Akten-Nr.     | Bild                           |
| ------------------ | ------------------------------ | --- | ------------- | ------------------------------ |
| In Haag (Standort) | Katholische Kapelle St. Magnus | Katholische Kapelle St. Magnus, Rechteckbau mit leicht eingezogenem, dreiseitigem Schluss, um 1820; mit Ausstattung. | D-7-80-128-14 | Katholische Kapelle St. Magnus |

### Haslach
| Lage                               | Objekt                                 | Beschreibung | Akten-Nr.     | Bild                                   |
| ---------------------------------- | -------------------------------------- | --- | ------------- | -------------------------------------- |
| Dorfstraße 25 (Standort)           | Bauernhaus                             | Bauernhaus, zweigeschossiger Mitterstallbau, Block- und Riegelbau verputzt, Wohnteil im Kern spätes 18. Jahrhundert, Wirtschaftsteil und Dach 2. Hälfte 19. Jahrhundert                           | D-7-80-128-51 | Bauernhaus                             |
| Dorfstraße 33 (Standort)           | Wohnteil eines ehemaligen Bauernhauses | Wohnteil eines ehemaligen Bauernhauses, zweigeschossiger verschindelter Blockbau mit Flachsatteldach, 1. Drittel 19. Jahrhundert                                                                  | D-7-80-128-15 | Wohnteil eines ehemaligen Bauernhauses |
| Sankt-Wolfgang-Straße (Standort)   | Feldkreuz                              | Feldkreuz, Steinpfeiler mit Eisenkreuz, bezeichnet 1881; an der Stelle der ehemaligen Kapelle. | D-7-80-128-17 | Feldkreuz                              |
| Sankt-Wolfgang-Straße 3 (Standort) | Katholische Filialkirche St. Wolfgang  | Katholische Filialkirche St. Wolfgang, Saalbau mit eingezogenem, halbrund geschlossenem Chor und Dachreiter mit Zwiebelhaube, 1744, Dachreiter 1894, Zwiebelhaube 1975 erneuert; mit Ausstattung. | D-7-80-128-16 | weitere Bilder                         |

### Holz
| Lage               | Objekt                                 | Beschreibung | Akten-Nr.     | Bild                                   |
| ------------------ | -------------------------------------- | --- | ------------- | -------------------------------------- |
| Holz 1 (Standort)  | Ehemaliges Bauernhaus                  | Ehemaliges Bauernhaus, Mitterstallbau, zweigeschossiger verputzter Blockbau mit Flachsatteldach, dreifach vorkragender Giebelseite und gekehlten Vorstößen, im Kern Ende 17. Jahrhundert | D-7-80-128-19 | Ehemaliges Bauernhaus                  |
| In Holz (Standort) | Katholische Kapelle Mariae Heimsuchung | Katholische Kapelle Mariae Heimsuchung, Rechteckbau mit leicht eingezogenem, halbrundem Schluss, bezeichnet 1753; mit Ausstattung.                                                       | D-7-80-128-20 | Katholische Kapelle Mariae Heimsuchung |

### Kressen
| Lage                  | Objekt                                 | Beschreibung | Akten-Nr.     | Bild                                   |
| --------------------- | -------------------------------------- | --- | ------------- | -------------------------------------- |
| Kressen 8 (Standort)  | Katholische Kapelle Verklärung Christi | Katholische Kapelle Verklärung Christi, Rechteckbau mit leicht eingezogenem, dreiseitigem Schluss, 1. Hälfte 19. Jahrhundert; mit Ausstattung.                                     | D-7-80-128-21 | Katholische Kapelle Verklärung Christi |
| Kressen 10 (Standort) | Bauernhaus                             | Bauernhaus, Mitterstallbau, zweigeschossiger verputzter Blockbau mit Flachsatteldach, Stallteil in Ständerriegelbauweise, bezeichnet 1699, Freskenreste am Giebel bezeichnet 1770. | D-7-80-128-22 | Bauernhaus                             |

### Maria-Rain
| Lage                                                        | Objekt                                             | Beschreibung | Akten-Nr.     | Bild           |
| ----------------------------------------------------------- | -------------------------------------------------- | --- | ------------- | -------------- |
| Bachtelstraße 2 (Standort)                                  | Wohnhaus                                           | Wohnhaus, zweigeschossiger Walmdachbau, 2. Viertel 19. Jahrhundert | D-7-80-128-23 | Wohnhaus       |
| Bachtelstraße 8 (Standort)                                  | Pfarrhof Maria Rain                                | Pfarrhaus, zweigeschossiger verschindelter Blockbau mit Satteldach, von Mathäus Roth, 1720, im 19. Jahrhundert verändert, Wirtschaftsteil modernisiert.                                                          | D-7-80-128-24 | weitere Bilder |
| Bachtelstraße 10 (Standort)                                 | Katholische Pfarr- und Wallfahrtskirche Maria-Rain | Katholische Pfarr- und Wallfahrtskirche Maria-Rain, dreischiffige Pseudobasilika mit eingezogenem Chor und nördlichem Satteldachturm, von 1497, 1648, 1707 und 1760 verändert und barockisiert; mit Ausstattung. | D-7-80-128-25 | weitere Bilder |
| Hasenbichel, an der Straße nach Guggemoos. (Standort)       | Bildstock                                          | Bildstock, 18./19. Jahrhundert; mit Ausstattung; | D-7-80-128-27 | Bildstock      |
| Nähe Maria Rain, ostwärts, unterhalb der Kirche. (Standort) | Sühnekreuz                                         | Sühnekreuz, Sandstein, 15./16. Jahrhundert; | D-7-80-128-26 | Sühnekreuz     |

### Mittelberg
| Lage                              | Objekt                                 | Beschreibung | Akten-Nr.     | Bild                                   |
| --------------------------------- | -------------------------------------- | --- | ------------- | -------------------------------------- |
| Alois-Wagner-Straße 2 (Standort)  | Hausfigur                              | Kruzifix, barock. | D-7-80-128-36 | BW                                     |
| Alois-Wagner-Straße 19 (Standort) | Wohnteil eines ehemaligen Bauernhauses | später Post und Verkehrsbüro, zweigeschossiger, offener Blockbau, nach 1822, Dach erneuert und erhöht. | D-7-80-128-32 | Wohnteil eines ehemaligen Bauernhauses |
| Alois-Wagner-Straße 20 (Standort) | Wohnteil eines ehemaligen Bauernhauses | zweigeschossiger, offener Blockbau, nach 1822, Dach später erhöht. | D-7-80-128-28 | Wohnteil eines ehemaligen Bauernhauses |
| Alois-Wagner-Straße 34 (Standort) | Wohnteil eines ehemaligen Bauernhauses | zweigeschossiger, verputzter Blockbau mit Flachsatteldach und kräftig profilierten Balkenköpfen, Mitte 17. Jahrhundert | D-7-80-128-31 | Wohnteil eines ehemaligen Bauernhauses |
| Beim Roten Kreuz (Standort)       | Pestfriedhof                           | 1635 angelegt; Friedhofsmauer, Rollsteinmauergeviert, gleichzeitig; Kapellenbildstock, Satteldachbau mit korbbogiger Öffnung, 1856; mit Ausstattung; Sandsteinpfeiler, bezeichnet 1856; beides im Friedhof. | D-7-80-128-37 | weitere Bilder                         |
| Dorfbrunnenstraße 3 (Standort)    | Kruzifix                               | Hausfigur, Kruzifix, 1. Hälfte 17. Jh. | D-7-80-128-34 | Kruzifix                               |
| Kirchlinde 10 (Standort)          | Ehemaliges Kaplanhaus                  | zweigeschossiger, verschindelter Blockbau mit Walmdach, 1815. | D-7-80-128-30 | Ehemaliges Kaplanhaus                  |
| Kirchlinde 11 (Standort)          | Pfarrhaus                              | zweigeschossiger Bau mit steilem Schopfwalmdach und Spitzbogenportal, 1453 errichtet, um 1750 erneuert; mit Ausstattung; Verbindungsgang vom Obergeschoss zur Kirche, Holzbau; Pfarrstadel, verbretterter Bau mit Flachsatteldach, an das Pfarrhaus angebaut, 2. Hälfte 18. Jahrhundert über älterem Kern mit Klaubsteinmauerwerk, 15./16. Jahrhundert | D-7-80-128-29 | weitere Bilder                         |
| Kirchlinde 12 (Standort)          | Katholische Pfarrkirche St. Michael    | Katholische Pfarrkirche St. Michael, Saalbau mit eingezogenem Chor und nördlichem Satteldachturm, 1453, Erweiterung 1676/77, Umgestaltung durch Johann Michael Eberhard 1769; mit Ausstattung; Friedhofsmauer, Bruchsteinmauer im Süden der Kirche, wohl 15. Jahrhundert                                                                               | D-7-80-128-35 | weitere Bilder                         |
| Mühlbachstraße 23 (Standort)      | Bauernhaus                             | Bauernhaus, zweigeschossiger, offener Blockbau mit flachem Satteldach, 2. Hälfte 18. Jahrhundert | D-7-80-128-33 | Bauernhaus                             |

### Multen
| Lage                | Objekt  | Beschreibung                                                                | Akten-Nr.     | Bild    |
| ------------------- | ------- | --------------------------------------------------------------------------- | ------------- | ------- |
| Multen 1 (Standort) | Kapelle | Kapelle, Rechteckbau mit dreiseitigem Schluss, um 1780; bei Haus Nummer 16. | D-7-80-128-38 | Kapelle |

### Oberschwarzenberg
| Lage                            | Objekt                          | Beschreibung                                                           | Akten-Nr.     | Bild                            |
| ------------------------------- | ------------------------------- | ---------------------------------------------------------------------- | ------------- | ------------------------------- |
| Oberschwarzenberg 14 (Standort) | Katholische Kapelle Hl. Familie | Rechteckbau mit Satteldach, 1838; mit Ausstattung; bei Haus Nummer 14. | D-7-80-128-39 | Katholische Kapelle Hl. Familie |

### Oberzollhaus
| Lage                     | Objekt                         | Beschreibung | Akten-Nr.     | Bild                           |
| ------------------------ | ------------------------------ | --- | ------------- | ------------------------------ |
| Eschenweg 9 (Standort)   | Ehemaliges Bauernhaus          | Ehemaliges Bauernhaus, zweigeschossiger Mitterstallbau mit flachem Satteldach, Wohnteil Blockbau verschindelt und verputzt, Wirtschaftsteil verändert, spätes 18. Jahrhundert | D-7-80-128-52 | Ehemaliges Bauernhaus          |
| Kapellenweg 3 (Standort) | Katholische Kapelle St. Magnus | Katholische Kapelle St. Magnus, Saalbau mit eingezogenem dreiseitigem Schluss und Dachreiter mit Spitzhelm, 1742; mit Ausstattung.                                            | D-7-80-128-48 | Katholische Kapelle St. Magnus |

### Oy
| Lage                                | Objekt                                      | Beschreibung | Akten-Nr.    | Bild                                        |
| ----------------------------------- | ------------------------------------------- | --- | ------------ | ------------------------------------------- |
| Hauptstraße 19 (Standort)           | Ehemals bischöfliches Zollhaus              | Ehemals bischöfliches Zollhaus, zweigeschossiger Giebelbau mit Kniestock und Flachsatteldach, bezeichnet 1750, erneuert.                          | D-7-80-128-2 | Ehemals bischöfliches Zollhaus              |
| Hauptstraße 31 (Standort)           | Bauernhaus                                  | Bauernhaus, zweigeschossiger offener Blockbau mit flachem Satteldach, 18. Jahrhundert, Dach später.                                               | D-7-80-128-3 | Bauernhaus                                  |
| Hauptstraße 33 (Standort)           | Wohnteil eines ehemaligen Bauernhauses      | Wohnteil eines ehemaligen Bauernhauses, zweigeschossiger, verputzter Blockbau mit Flachsatteldach und Fresko, 2. Hälfte 18. Jahrhundert           | D-7-80-128-4 | Wohnteil eines ehemaligen Bauernhauses      |
| Mittelberger Straße 1 (Standort)    | Katholische Filialkirche St. Anna           | Katholische Filialkirche St. Anna, Saalbau mit eingezogenem Chor und Dachreiter mit Zwiebelhaube, um 1675; mit Ausstattung.                       | D-7-80-128-5 | weitere Bilder                              |
| Mittelgasse 1 (Standort)            | Wohnteil eines ehemaligen Kleinbauernhauses | Wohnteil eines ehemaligen Kleinbauernhauses, zweigeschossiger, offener Blockbau mit Riegelwand und Satteldach, Ende 18. Jahrhundert, Dach später. | D-7-80-128-6 | Wohnteil eines ehemaligen Kleinbauernhauses |
| gegenüber Kirchleithe 10 (Standort) | Sühnekreuz                                  | Sühnekreuz, Kalkstein, bezeichnet 1539 | D-7-80-128-7 | Sühnekreuz                                  |

### Petersthal
| Lage                                     | Objekt                                     | Beschreibung | Akten-Nr.     | Bild           |
| ---------------------------------------- | ------------------------------------------ | --- | ------------- | -------------- |
| nahe der Straße nach Moosbach (Standort) | Pestfriedhof                               | angelegt um 1635; Friedhofsmauer, Mauergeviert aus Feldstein, um 1635; | D-7-80-128-43 | weitere Bilder |
| Schachenstraße 2 (Standort)              | Bauernhaus                                 | zweigeschossiger verputzter Blockbau mit Flachdach und Fachwerkgiebel, im Kern 2. Hälfte 17. Jahrhundert | D-7-80-128-41 | Bauernhaus     |
| Thalstraße 26 (Standort)                 | Katholische Pfarrkirche St. Peter und Paul | Saalbau mit eingezogenem Chor und nördlichem Turm mit Haubendach, im Kern spätgotisch, Erweiterung des Langhauses 1692/94 durch Michael Moller, Chor 1699, Turm und Umbau des Langhauses 1755 durch Franz Karl Fischer, Turmobergeschosse 1792 von Joseph Anton Geisenhof; mit Ausstattung; Friedhofsmauer, 17. Jahrhundert; Sühnekreuz, 15./16. Jahrhundert, östlich in der Friedhofsmauer. | D-7-80-128-42 | weitere Bilder |
| Thalstraße 31 (Standort)                 | Pfarrhaus                                  | zweigeschossiger Satteldachbau mit verschaltem Giebel mit Hochlaube, Mitte 18. Jahrhundert | D-7-80-128-40 | Pfarrhaus      |

### Riedis
| Lage                 | Objekt                                 | Beschreibung | Akten-Nr.     | Bild           |
| -------------------- | -------------------------------------- | --- | ------------- | -------------- |
| Riedis 14 (Standort) | Bauernhaus                             | zweigeschossiger Einfirsthof mit steilem Satteldach und Wiederkehr, verschalter Wohnteil, im Kern 2. Hälfte 18. Jahrhundert, um 1850 umgebaut                                                 | D-7-80-128-86 | BW             |
| Riedis 15 (Standort) | Katholische Filialkirche St. Katharina | Katholische Filialkirche St. Katharina, Saalbau mit eingezogenem Chor und westlichem Turm mit Zwiebelhaube, Mitte 15. Jahrhundert, um 1700, 1720 und nach 1732 barockisiert; mit Ausstattung. | D-7-80-128-44 | weitere Bilder |

### Schmalzhansenstein
| Lage                            | Objekt                    | Beschreibung                                                                 | Akten-Nr.     | Bild                      |
| ------------------------------- | ------------------------- | ---------------------------------------------------------------------------- | ------------- | ------------------------- |
| Schmalzhansenstein 1 (Standort) | Katholische Marienkapelle | Katholische Marienkapelle, kleiner Rechteckbau mit halbrundem Schluss, 1898. | D-7-80-128-18 | Katholische Marienkapelle |

### Stich
| Lage                | Objekt                             | Beschreibung                                                                                                   | Akten-Nr.     | Bild           |
| ------------------- | ---------------------------------- | --- | ------------- | -------------- |
| Stich 14 (Standort) | Katholische Dreifaltigkeitskapelle | Katholische Dreifaltigkeitskapelle, Satteldachbau mit eingezogenem Chor und Dachreiter, 1792; mit Ausstattung. | D-7-80-128-45 | weitere Bilder |

### Unterschwarzenberg
| Lage                             | Objekt                                               | Beschreibung | Akten-Nr.     | Bild           |
| -------------------------------- | ---------------------------------------------------- | --- | ------------- | -------------- |
| In Unterschwarzenberg (Standort) | Katholische Pfarrkirche Mariä Unbefleckte Empfängnis | Katholische Pfarrkirche Mariä Unbefleckte Empfängnis, Saalbau mit eingezogenem Chor und nördlichem Turm mit Zwiebelhaube, Chor im Kern ursprünglich Kapelle von 1733, Langhauserweiterung 1845, Turm 1897; mit Ausstattung. | D-7-80-128-47 | weitere Bilder |
| Unterschwarzenberg 8 (Standort)  | Bauernhaus                                           | Bauernhaus, zweigeschossiger offener Ständerriegelbau mit flachem Satteldach, im Erdgeschoss teilweise gemauert, Ende 17. und Anfang 19. Jahrhundert                                                                        | D-7-80-128-46 | Bauernhaus     |

### Wengen
| Lage                | Objekt     | Beschreibung | Akten-Nr.     | Bild       |
| ------------------- | ---------- | --- | ------------- | ---------- |
| Wengen 3 (Standort) | Bauernhaus | Bauernhaus, zweigeschossiger Mitterstallbau mit flachem Satteldach, Wohnteil offener Blockbau, spätes 18. Jahrhundert | D-7-80-128-53 | Bauernhaus |

### Wertachmühle
| Lage                                                 | Objekt             | Beschreibung                                                                                                | Akten-Nr.     | Bild           |
| ---------------------------------------------------- | ------------------ | --- | ------------- | -------------- |
| Wertach; Straße von Gschwend nach Haslach (Standort) | Alte Wertachbrücke | mit zweijochigem Quadermauerwerk, im Kern noch 16. Jahrhundert (teilweise im Gebiet des Marktes Nesselwang) | D-7-77-153-34 | weitere Bilder |

## Ehemalige Baudenkmäler
In diesem Abschnitt sind Objekte aufgeführt, die früher einmal in der Denkmalliste eingetragen waren, jetzt aber nicht mehr. Objekte, die in anderem Zusammenhang – also z. B. als Teil eines Baudenkmals – weiter eingetragen sind, sollen hier nicht aufgeführt werden. Aktennummern in diesem Abschnitt sind ehemalige, jetzt nicht mehr gültige Aktennummern.

| Lage                                    | Objekt                | Beschreibung                                                                                      | Akten-Nr. | Bild                  |
| --------------------------------------- | --------------------- | ------------------------------------------------------------------------------------------------- | --------- | --------------------- |
| Greifenmühle Greifenmühle 6 (Standort)  | Sägemühle             | Sägemühle, zweigeschossiger verschindelter Flachsatteldachbau mit erdgeschossigem Anbau, um 1850. |           | Sägemühle             |
| Petersthal Schachenstraße 18 (Standort) | Ehemaliges Bauernhaus | zweigeschossiger verschindelter Flachsatteldachbau mit erdgeschossigem Anbau, um 1860.            |           | Ehemaliges Bauernhaus |